# Вагрина, Валентина Григорьевна
Валентина Григорьевна Вагрина (урождённая Хацревина, в браке Колмановская; 3 ноября 1906, Витебск — 19 ноября 1987, Москва) — актриса театра и кино, заслуженная артистка РСФСР (1957). Сценический псевдоним «Вагрина» — от имени и отчества актрисы (Валентина Григорьевна).

## Биография
Родилась 3 ноября 1906 года в Витебске в семье бакалейщика Гирши Залмановича (Григория Захаровича) Хацревина.
После переезда в Москву в 1920-е годы училась в Высшей театральной школе при театре имени Вахтангова и одновременно играла в студии Вахтангова. Отец, сотрудник кредитного кооперативного товарищества «Хлебокредит», в начале 1935 года был арестован и  приговорён к 3 годам ссылки.
Её жизнь сложилась трагично: «Яркая, точная, умная актриса, она многое пережила: и ссылку — наказание за репрессированного мужа, и несправедливое увольнение из театра в расцвете творческих сил, и забвение в старости, и смерть в нужде и безвестности».
Муж — председатель «Союзпромэкспорта», начальник В/О «Главхимпластмасс» Наркомата тяжёлой промышленности СССР Давид Маркович Колмановский (1896—1937), уроженец Могилёва, c которым жили в большой квартире на Арбате, дом 35, напротив театра. В этом же доме рос племянник её мужа — композитор Эдуард Колмановский. Д. М. Колмановский был арестован в 1937 году, расстрелян 26 ноября 1937 года (захоронен на Донском кладбище, реабилитирован посмертно 21 сентября 1955 года).
Вместе с мужем была арестована и Валентина Григорьевна как член семьи изменника Родины: «Номер в БД:210, Приговор: ИТЛ». Срок отбывала в Карлаге.

О том времени, вспоминая о тёплой дружеской обстановке в театре Вахтангова в те годы, писала в мемуарах Анна Масс: 
«За все годы не удалось отстоять только Валентину Григорьевну Вагрину — Вавочку, как её называли в театре. Когда в 1937 году арестовали, а потом расстреляли её мужа, крупного работника торгпредства, её тоже взяли как жену „врага народа“. В эти годы театр уже не был так всесилен, как прежде: многие из его влиятельных поклонников распрощались с жизнью в лубянских застенках. Но все равно театр пытался вызволить Вавочку. „Вышли“ на следователя. Тот сказал: „Освободим, если она откажется от мужа“. … Вавочка от мужа не отказалась. Её отправили в лагерь. 

В 1946 году её освободили. Какая радость прошла волной по нашему дому, по театру: 

— Вавочка вернулась!! 

Она вернулась поблекшая, постаревшая, о прежней её легендарной красоте можно было лишь догадываться. В Москве её не прописывали, да и негде ей тут было жить. Но театр остался верен себе: добился прописки, Шихматовы уступили ей комнату в своей квартире. Её снова приняли в труппу и сразу дали роль — Джесси в пьесе Константина Симонова „Русский вопрос“. На репетициях, слегка лукавя, горячо убеждали, что у неё получается „в тысячу раз лучше, чем у Серовой в Ленкоме“. После премьеры шумно поздравляли, а ещё через некоторое время пересказывали друг другу хвалебные отзывы прессы о её игре. Хотя сами и организовали эти отзывы».
В 1950-е годы во время «хрущевской оттепели» её реабилитировали, но артистическая карьера её уже не сложилась, лучшие творческие годы ушли безвозвратно.
По некоторым данным, она стала женой художника Н. И. Осенева (1909—1983), произведения которого после его смерти передала в Российский фонд культуры:
Самой первой дарительницей Фонда стала актриса Вахтанговского театра Валентина Вагрина. Прошедшая лагеря, она до конца жизни сохраняла удивительно светлую веру в жизнь. И помогал ей в этом её муж, замечательный художник Николай Осенев. Когда его не стало, она передала коллекцию работ Осенева Фонду. Сейчас они украшают Пензенскую картинную галерею.
Умерла 19 ноября 1987 году в Москве. Похоронена на Кунцевском кладбище.

## Семья
Двоюродные братья — писатель Захар Львович Хацревин, инженер Наум Александрович Роговин, физик-теоретик Юрий Моисеевич Каган, учёный-химик Захар Александрович Роговин, доктор технических наук Борис Моисеевич Каган, учёный в области автоматики, кибернетики и вычислительной техники.
Двоюродная сестра — писатель Елена Моисеевна Ржевская.

## Роли в театре
- 1922 — «Принцесса Турандот» по К. Гоцци. Режиссёр: Е. Вахтангов — Турандот (поочередно с Верой Головиной и Еленой Берсеневой)
- 1924 — «Лев Гурыч Синичкин» Д. Ленского. Режиссёр: Р. Симонов — Лиза (поочередно с Цецилией Мансуровой и Марией Грачевой)
- 1925 — «Виринея» Л. Н. Сейфуллиной. Режиссёр: А. Д. Попов — одна из девок в деревне
- 1926 — «Зойкина квартира» М. А. Булгакова. Режиссёр: А. Д. Попов — Закройщица
- 1927 — «Разлом» Б. А. Лавренёва. Режиссёры: И. Толчанов и О. Глазунов — Ксения
- 1932 — «Гамлет» Шекспира. Режиссёр Николай Акимов — Офелия (спектакль был раскритикован за формализм и вскоре снят со сцены)
- 1934 — «Человеческая комедия» по романам О. Бальзака. Режиссёры: А. Д. Козловский и Б. В. Щукин — графиня
- 1936 — «Много шума из ничего» Шекспира. Режиссёры: И. Рапопорт — Геро
- 1947 — «Русский вопрос» Константина Симонова. Режиссёр: И. Рапопорт — Джесси (поочередно с Аллой Казанской)
- 1956 — «Фома Гордеев» М. Горького. Режиссёр: Р. Симонов — одна из французских певичек (совместно с Анной Данилович)
- 1966 — «Золушка» Евгения Шварца. Режиссёр: С. Джимбинова — Мачеха (поочередно с Гарэн Жуковской)

## Роли в кино
- 1934 — Мечтатели